# Балалуев, Анатолий Анатольевич
Анато́лий Анато́льевич Балалу́ев (род. 16 февраля 1976, Шатура, Московская область) — российский футболист, выступавший на позиции нападающего.

## Биография
Начал карьеру в клубе «Гигант» Воскресенск, затем перешёл в ногинский «Автомобилист», в котором выступал 5 сезонов, проведя за клуб 182 матчей, забив 90 мячей и получив 20 жёлтых карточек. В 2000 году перешёл в московский «Спартак», но выступал лишь за фарм-клуб во второй лиге, проведя только 4 игры; в середине сезона перешёл в «Аланию», в составе которой дебютировал в высшей лиге, трижды выйдя на замену.
Затем выступал за клубы «Газовик-Газпром», «Динамо» (Санкт-Петербург), «Спартак» (Луховицы), «Орёл», вновь «Спартак» Луховицы, «Елец», «Рязань-Агрокомплект».
В 2006—2010 годах Балалуев играл за клуб «Звезда» Серпухов. С 2010 года выступал на любительском уровне в Третьем дивизионе.

## Достижения
«Орел»
- Победитель турнира второго дивизиона зоны «Центр»: 2003